# Anaphalioides hookeri
Anaphalioides hookeri là một loài thực vật có hoa trong họ Cúc. Loài này được (Allan) Anderb. mô tả khoa học đầu tiên năm 1991.